# Connor Swindells

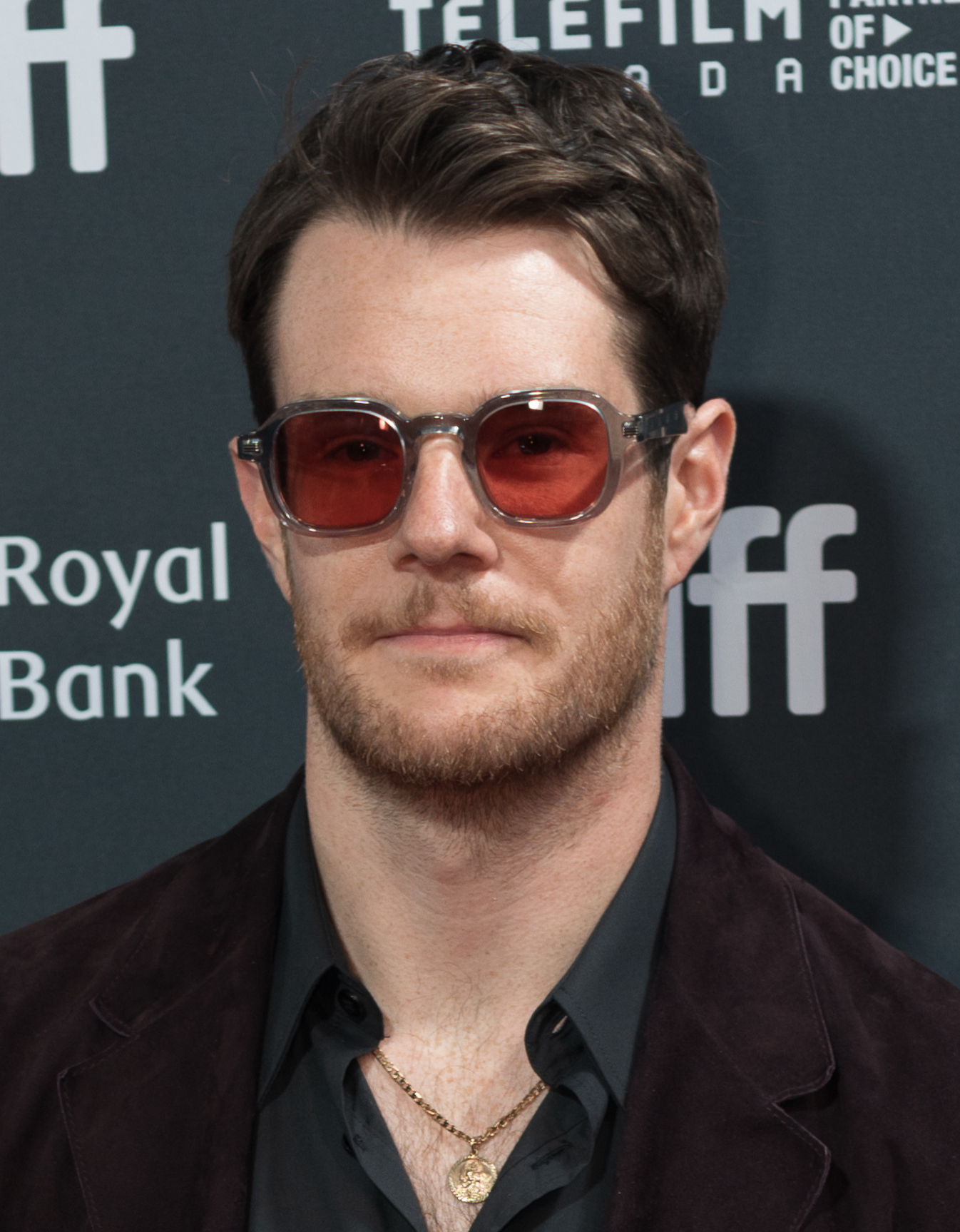
Connor Swindells (2024)

Connor Ryan Swindells (* 19. September 1996) ist ein britischer Schauspieler. Bekannt wurde er durch seine Rolle „Adam Groff“ in der Netflix-Originalserie Sex Education.

## Leben
2015 begann er mit der Schauspielerei, als er für ein Theaterstück vorsprach und die Hauptrolle bekam. Es folgten zwei weitere Stücke.
Ab 2017 stand Swindells vermehrt vor der Kamera. So hatte er Gastauftritte in den Fernsehserien Harlots – Haus der Huren und Jamestown. Es folgten Rollen in den Filmen Keepers – Die Leuchtturmwärter und VS.
Seit 2019 spielt er an der Seite von Asa Butterfield und Gillian Anderson in der Fernsehserie Sex Education. Dort wurde er für den MTV Movie & TV Awards 2019 in der Kategorie Bester Kuss mit Ncuti Gatwa nominiert.
Swindells war in einer Beziehung mit der Schauspielerin Aimee Lou Wood, die ebenfalls in Sex Education mitspielte.

## Filmografie

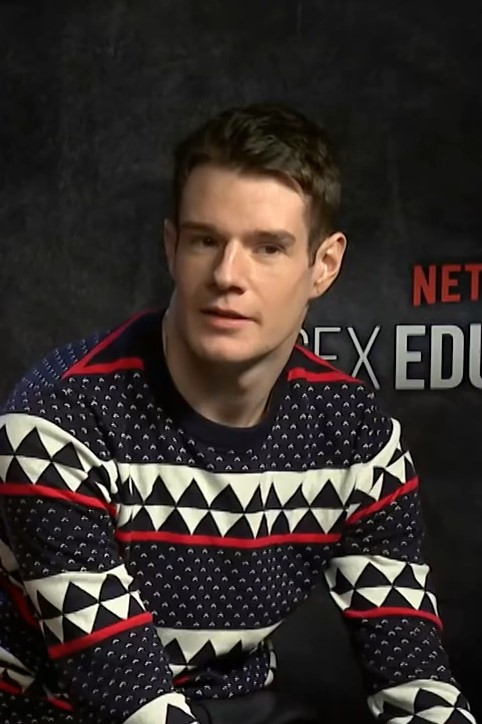
Connor Swindells (2019)

- 2017: Harlots – Haus der Huren (Harlots, Fernsehserie, Folge 1x03)
- 2017: Jamestown (Fernsehserie, Folge 1x05)
- 2018: Keepers – Die Leuchtturmwärter (The Vanishing)
- 2018: VS.
- 2019–2023: Sex Education (Fernsehserie, 31 Folgen)
- 2020: Emma
- 2021: Vigil – Tod auf hoher See (Vigil, Fernsehserie, 6 Folgen)
- 2021: Barbarians
- seit 2022: SAS: Rogue Heroes (Fernsehserie)
- 2023: Barbie
- 2024: Scoop – Ein royales Interview (Scoop)
- 2024: Die frei erfundenen Abenteuer von Dick Turpin (The Completely Made-Up Adventures of Dick Turpin, Fernsehserie, 2 Folgen)
- 2024: Wilhelm Tell (William Tell)